# Саїд ібн Амір аль-Джумахі
Саїд ібн Амір аль-Джумахі (араб. سعيد بن عامر الجمحي)
"Са'ід ібн 'Амір — людина, яка придбала Майбутнє життя своїм земним життям, віддавши перевагу Аллаху і Його посланнику перед усіма іншими"

## Прийняття ісламу
Саїд Ібн Амір аль-Джумахі був одним із тисяч юнаків, які прийшли в район ат-Таньім, поблизу Мекки, на заклик курайшитськіх вождів, щоб бути присутнім при розправі над одним із сподвижників Мухаммада, Хубайбом Ібн Аді, захопленного в полон.

Він знаходився у перших рядах колони серед курайшитських вождів, таких, як Абу Суфйан Ібн Харб і Сафван Ібн Умайя, це дозволило Саїду побачити самого полоненого, якого, закутого в кайдани, штовхали до місця страти, щоб тим самим помститися Мухаммаду, за вбитих курайшитів в битві при Бадрі.

Коли вони підійшли до місця страти, Саїд Ібн Амір аль-Джумахі, побачив Хубайба, який підходив до помосту для розп'яття, і почув його твердий спокійний голос: "Якщо можете, то дозвольте мені перед смертю здійснити Намаз у два ракати ..."

Саїд спостерігав, як Хубайб встав обличчям до Кааби і помолився. Потім Саїд побачив, як повернувшись у бік курайшитських вождів, Хубайб сказав: "Присягаюся Аллахом, якщо б ви не подумали, що я затягував Намаз з боязні смерті, то я молився б довше ...".

Саїд власними очима побачив, як люди з його племені почали терзати Хубайба, буквально відриваючи один за одним шматки його тіла. При цьому вони кричали Хубайбу:

"Хотів би ти бачити на своєму місці Мухаммада, а себе врятованим?"

Обливаючись кров'ю Хубайб відповідав:

"Присягаюся Аллахом, не хотів би я зараз бути в сім'ї серед дітей і в безпеці і дати вколоти Мухаммада хоча б однією колючкою замість мене", після чого його було страчено.

Після повернення Саїда до Мекки у нього не йшов образ Хубайба. Коли він спав, то бачив його уві сні. Наяву він марив Хубайбом, і Саїду здавалося, що він бачить його, спокійно і впевнено здійснючи свій останній Намаз у два ракати перед помостом для страти. У вухах Саїда звучав голос Хубайба, Саїд боявся, що його поб'є блискавка або камінь з небес.

Хубайб навчив Саїда того, чого він раніше не знав... Він навчив його тому, що істинне життя — це віра людини і Джихад ("зусилля") в ім'я цієї віри аж до самої смерті. Він навчив його також тому, що непорушна віра здатна творити чудеса і робити неможливе. Хубайб навчив його також тому, що людину, яку настільки безмежно люблять його прихильники, є ніким іншим, як Пророком.

Ось тут-то і відкрились груди Саїда Ібн Аміра для Ісламу. Вставши посеред великої групи людей, Саїд оголосив про свою непричетність до злочинів й гріхів курайшитів. Він проголосив також відмову від поклоніння ідолам та їхнім божкам і своє прийняття релігії Аллаха.